# ثالوث شاركو
ثالوث شاركو (بالإنجليزية: Charcot's triad)‏ هو مسماة لمجموعتين من المظاهر السريرية، الأولى التهاب الأقنية الصفراوية الحاد، والثانية الأقل شيوعا للتصلب المتعدد.
تحمل اسم عالم الأعصاب الفرنسي جان مارتن شاركو (1825–1893) والذي يعد أول من وصف مجموعة من الأعراض والعلامات المتعلقة بهذين المرضين.

## التهاب الأقنية الصفراوية الحاد
يعد ثالوث شاركو المتعلق بالتهاب الأقنية الصفراوية الحاد الأكثر استعمالا، عادة ما يعرف من خلال ثلاثة أعراض وعلامات:
1. ألم في ربع البطن الأعلى
2. يرقان
3. حمى

ترتبط خماسة رينولد بهذا الوصف، تعني الخماسة وجود خمسة آعراض وعلامات، حيث تضاف اثنتين هما:
- انخفاض ضغط الدم/صدمة
- ارتباك

## التصلب المتعدد
وصف شاركو ثالوثا من العلامات السريرية في التصلب المتعدد، شملت الرأرأة والرعاش القصدي (الرجفان القصدي) والرتة. رغم ذلك، لا تعد هذه العلامات معتبرة في وصف المرض. تسمى هذه الأعراض بثالوث شاركو الأول أو ثالوث شاركو العصبي لتفريقه عن ثالوث شاركو لالتهاب الأوعية الصفراوية.